# 沃明狸藻
沃明狸藻（学名：Utricularia warmingii）为狸藻属一年生小型浮水生食虫植物。其种加词“warmingii”来源于丹麦植物学家E·沃明（E. Warming）。沃明狸藻为南美洲的特有种，存在于玻利维亚、巴西和委内瑞拉。

## 外部連結
- 食虫植物照片搜寻引擎中沃明狸藻的照片 （页面存档备份，存于）

 维基共享资源上的相關多媒體資源：沃明狸藻
 維基物種上的相關：沃明狸藻